# La Citadelle (roman)
Pour les articles homonymes, voir La Citadelle.
La Citadelle (The Citadel) est un roman de A. J. Cronin publié en juin 1937 au Royaume-Uni, puis en septembre 1937 aux États-Unis.
Dès sa publication, le roman obtient un véritable succès et se vend à plus de 500 000 exemplaires en deux ans. Il est traduit en 24 langues et connaît des adaptations au cinéma, à la télévision et à la radio.
Traduit en français par Maurice Rémon, le roman est publié dès 1938 par Albin Michel.

## Résumé
Un médecin vit dans une ville minière du pays de Galles, partagé entre son honnêteté et son ambition. La volonté de réussir l'amène petit à petit à renier ses idéaux, à un point dramatique. Plus tard il retrouve une "vraie vie" plus simple mais un pan de son passé le poursuit. L'inégalité face aux soins, selon la situation sociale, y est fortement dépeinte...

## Influence
Ce roman aura une très forte influence au Royaume-Uni. Il lui est attribué une part décisive dans la création du système de santé publique britannique, lequel système social influencera lui-même l'esprit de réformes dans de nombreux pays.

## Édition originale
- The Citadel, Londres, Victor Gollancz Ltd, 1937  (ISBN 0-450-01041-4)

## Adaptations

### Au cinéma
- 1938 : La Citadelle, film britannique réalisé par King Vidor, avec Robert Donat et Rosalind Russell

### À la télévision
- 1960 : The Citadel, téléfilm américain, avec Ann Blyth et Lloyd Bochner
- 1964 : Cittadella, téléfilm en italien adapté et mis en scène par Anton Giulio Majano[2], diffusé les 9[3], 16[4], 23 février[5], 1er[6], 8[7], 15[8] et 22 mars 1964[9].